# Federico Herrera Bermejo
Federico Herrera Bermejo (ur. 21 lutego 1915 w Almagro, zm. 16 sierpnia 1936 Fuente el Fresno) – hiszpański franciszkanin, alumn, męczennik chrześcijański i błogosławiony Kościoła rzymskokatolickiego.

## Biografia
Urodzony w Almagro (Ciudad Real) 21 lutego 1915 roku. Był synem kamieniarza Víctora i Dolores Bermejo. Małżeństwo miało sześcioro dzieci. Federico został ochrzczony w rodzinnej parafii pw. św. Bartłomieja 4 marca 1915 roku. Wraz ze starszym bratem José rozpoczęli naukę w kolegium franciszkańskim w Alcázar de San Juan (Ciudad Real) 19 sierpnia 1925 roku. Od 1927 roku Federico kontynuował naukę w kolegium w La Puebla de Montalbán (Toledo). Do nowicjatu Zakonu Braci Mniejszych wstąpił w Arenas de San Pedro (Ávila) 1 czerwca 1930 roku, obierając jako szczególna patronkę Maryję Niepokalaną. Pierwszą profesję zakonną złożył 2 czerwca 1931 roku.
Następnie został przeznaczony do formacji przygotowującej do przyjęcia święceń kapłańskich. W latach 1931–1934 studiował w Pastranie (Guadalajara) filozofię. W latach 1934–1936 odbywał studia teologiczne w Consuegra (Toledo). Był głównym organistą seminarium. Komponował krótkie utwory, firmując je pseudonimem. Tworzył też poezje w języku łacińskim. Podczas studiów w Consuegra został ukarany wraz z całą grupą za brak szacunku względem wychowawcy o. Benigno Prieto. Karę zaakceptował. Profesję wieczystą złożył 17 maja 1936 roku. W dniach 6 i 7 czerwca 1936 roku otrzymał tonsurę i święcenia niższe w Ciudad Real. Droga do kapłaństwa stała przed nim otworem. Rozstrzelano go podczas hiszpańskiej wojny domowej wraz ze współbraćmi z konwentu, wychowawcami i klerykami franciszkańskimi w Boca de Balondillo (Fuente el Fresno, Ciudad Real) 16 sierpnia 1936 roku.

## Beatyfikacja
Br. Herrera Bermejo OFM został ogłoszony błogosławionym wraz z innymi 497 męczennikami hiszpańskimi przez papieża Benedykta XVI na Placu Świętego Piotra 28 października 2007 roku. Mszy przewodniczył prefekt Kongregacji Spraw Kanonizacyjnych kardynał José Saraiva Martins.
Wspomnienie liturgiczne obchodzone jest jako obowiązkowe przez zakony franciszkańskie na terenie Hiszpanii, przypada 6 listopada.